# Rammstein
Rammstein és un grup musical alemany format el gener de 1994 a Berlín. El seu estil musical, denominat Tanzmetal, incorpora elements del metal, industrial i música electrònica. Són considerats part del moviment Neue Deutsche Härte (NDH) al seu país. Les seves cançons es desenvolupen gairebé totes a Alemanya. Han venut prop d'11 milions de còpies en tot el món.
Malgrat que la majoria de les cançons són en alemany, Rammstein ha tingut èxit a tot el món. El 2007, es confirma que el grup es va reunir després de les seves vacances per començar a treballar en el seu sisè àlbum d'estudi, Liebe ist für alle da, que va ser publicar el 16 d'octubre de 2009 a Europa.

## La banda
"Rammstein és Rammstein, no intenteu desxifrar-nos"- Paul Landers
Els espectacles de Rammstein es caracteritzen per l'ús freqüent que dels efectes pirotècnics, la qual cosa fa d'aquests espectacles una experiència audiovisual de gran impacte. Ells mateixos diuen: 
"Mentre que altres grups canten, Rammstein crema!"
Els membres de la banda són originaris de l'antiga Alemanya de l'Est, específicament de Berlín Oriental i Schwerin. Rammstein són:
- Till Lindemann: Veu
- Richard Z. Kruspe: Guitarra solista i cors
- Christoph "Doom" Schneider: Bateria
- Oliver Riedel: Baix
- Paul Landers: Guitarra rítmica i cors
- Christian "Flake" Lorenz: Teclista

Riedel, Schneider i Kruspe són els membres fundadors de Rammstein, venien d'un intent de compodre música amb influència nord-americana amb una banda de Berlín Occidental anomenada Orgasm Death Gimmicks. Com va dir Kruspe, "Vaig adonar-me que és realment important fer música i que coincideixi amb el teu llenguatge", la qual cosa no feia en el passat. Tornava a Alemanya i em vaig dir, 'És hora de fer música realment autèntica.' Vaig començar un projecte anomenat Rammstein per tractar realment de fer música en alemany." Vaig convidar Till Lindemann, bateria del grup First Arsch, per unir-se al projecte com a vocalista. Els quatre van anar a un concurs per a bandes noves i guanyaren. Interessat, Paul H. Landers, que els coneixia, va decidir unir-se al grup. Christian "Flake" Lorenz va ser l'últim a unir-s'hi; abans havia tocat amb Landers en la banda Feeling B i al principi no volia formar part d'ella, però el van convèncer de fer-ho. Han estat nominats a dos Grammys per Millor Treball en Metal: el 1999 amb "Du hast" i el 2005 amb el tema "Mein Teil".
Gràcies a l'abillament, accessoris, escenaris i lletres fets servir per la banda, en part foscos i en part militars, han estat blanc d'acusacions de feixisme, especialment pel videoclip de Stripped (cançó original de Depeche Mode), que va incloure escenes de la pel·lícula del 1936 Olympia de Leni Riefenstahl o també per l'ús de l'erra palatal impròpia de l'alemany estàndard i típica del sud, d'on era originari Hitler, que aporta a la veu més força i vigor per part de Till Lindemann. Els membres, però, asseguren que aquestes afirmacions s'allunyen de la realitat. Si per una banda reconeixen que els agrada provocar amb les seves cançons, vídeos i actuacions, ells mateixos van ser educats a l'Alemanya de l'Est i es desvinculen de qualsevol ideologia, almenys públicament.
Till Lindemann ha cantat cançons completament en flames. Encara que puguin semblar brutals, inclouen dosis de sentit de l'humor en les seves lletres. Rein, Raus (Entrant, surtint), és un exemple de la frivolitat predominant, igual que Mein Teil (La meva part, Teil també pot significar «penis» en gerga alemanya) ho és de l'humor negre i la psicosi humana, basada en la història d'Armin Meiwes, el caníbal de Roteburg. D'altra banda, Zwitter (Hermafrodita) és una hipèrbole del narcisisme. Zwitter relata una història semblant al mit grec d'Hermafrodit, fill d'Hermes i Afrodita, que es va fondre amb una nimfa en una abraçada d'amor amb tanta intensitat que quedaren units en un sol cos, amb genitals masculins i femenins.
En una declaració feta recentment per Oliver Riedel (baixista), ell va afirmar que "Rammstein no és nazi" sinó que li agrada fer burla dels sistemes imposats en l'actualitat. Oliver va dir tallant: "nosaltres com a grup ens oposem frontalment a tota mena de discriminació, racisme o feixisme; el fet que nosaltres hàgim nascut a Alemanya no vol dir que siguem nazis".

## Història

### Formació i primers anys (1994–1996)
Rammstein es va formar el 1994 per proletaris criats a l'Alemanya Oriental. El seu nom prové de la ciutat alemanya de Ramstein-Miesenbach, coneguda per l'accident aeri ocorregut el 1988 durant un festival aeri. La doble "m" en el nom del grup és intencionada, segons han explicat els membres en diverses entrevistes.
Es va fundar per Till Lindemann (veu), Richard Z. Kruspe (guitarra), Paul Landers (guitarra rítmica), Oliver Riedel (baix), Christoph Schneider (bateria) i Christian "Flake" Lorenz (teclats). Tots ells provenien de diverses bandes de l’escena punk i metal de l’antiga República Democràtica Alemanya.
El 1995 van signar amb Motor Music, i aquell mateix any van començar a gravar el seu àlbum debut. El seu primer àlbum Herzeleid va ser un gran èxit a causa dels seus concerts en directe i va mantenir la seva popularitat a les cartelleres fins al llançament del seu segon treball, Sehnsucht, el qual va suposar el debut de la banda fora d'Europa; concretament a Amèrica i Àsia.

### Herzeleid i Sehnsucht (1995–2000)
El seu primer disc, Herzeleid (1995), va assolir l’èxit a Alemanya, però va ser amb el segon àlbum, Sehnsucht (1997), que van aconseguir projecció internacional, especialment gràcies a cançons com «Du hast» i «Engel». Sehnsucht va entrar a les llistes de diversos països europeus i també als EUA, on la banda va començar a guanyar seguidors dins l’escena metal.
En unes setmanes va assolir els primers llocs a les llistes de música mundials, juntament amb Prodigy, Radiohead i The Rolling Stones. Més tard va començar la promoció de Sehnsucht amb el concert Live Aus Berlin.
Aquesta gira va ser posposada i a continuació cancel·lada a causa de la lesió de genoll de Till Lindemann i de la infecció a l'orella de Christian "Flake" Lorenz. Durant aquesta etapa, el grup es va fer conegut pels seus directes espectaculars, plens d'efectes pirotècnics i posades en escena impactants.

### Mutter i consolidació (2000–2005)
El 2001 arribava "Mutter", el seu tercer disc que va tenir una bona acollida per part dels seus fans. El seu tour per Amèrica va començar amb Slipknot i Staind. Els seus últims concerts a l'Amèrica van ser a Mèxic, encara que el 2005 la banda tenia programada una gira per Llatinoamèrica, on la magnitud de la seva influència s'hi veu reflectida en bandes com ara 6F6 Factor (Veneçuela) i Info (Colòmbia).
Mutter és considerat per molts crítics com un dels seus millors treballs. Inclou temes emblemàtics com «Sonne», «Ich will» o «Feuer frei!», aquest darrer inclòs a la banda sonora de la pel·lícula xXx (2002). El disc va assolir el número 1 a Alemanya i va consolidar el grup internacionalment.

### Rosenrot, Liebe ist für alle da i aturada (2005–2015)
El 2005 va sortir Rosenrot, que recollia cançons compostes durant les sessions de Reise, Reise. El 2009, van publicar Liebe ist für alle da, amb el controvertit senzill «Pussy». La portada provocadora i alguns videoclips van portar el grup a la censura a Alemanya.
Després d’una intensa gira mundial, la banda va entrar en una etapa d’inactivitat creativa, tot i continuar oferint concerts esporàdics.

### Rammstein (2019) i Zeit (2022)
El 2019, després de deu anys sense nous àlbums, Rammstein va publicar l’àlbum homònim Rammstein, amb temes com «Deutschland» i «Radio». El videoclip de «Deutschland» va provocar controvèrsia per l’ús d’imatges històriques alemanyes de gran càrrega simbòlica.
El 2022 van llançar Zeit, enregistrat durant la pandèmia de COVID-19, amb èxit comercial a diversos països europeus.

## Llengua
Quasi totes les seves cançons són en alemany. La banda, però, va enregistrar versions en anglès d'Engel, Du hast i Amerika, així com covers dels temes Stripped i Pet Sematary. A més, a més, els temes Amerika (versió alemanya), Stirb nicht vor mir//No moris abans jo no ho faci i Moskau contenen no només versos en alemany sinó també en anglès i en rus, respectivament; Te quiero puta! és íntegrament en castellà. El tema Mein Teil té una línia en anglès: "Yes It's Mein Teil". "Ollie" Riedel va dir que "L'idioma alemany va bé amb el heavy metal. El francès podria ser l'idioma de l'amor, però l'alemany és l'idioma de la fúria." (Sunday Herald Sun, Melbourne, Austràlia, 24 d'octubre del 2004).
Els jocs de paraules són un component fonamental en les lletres de Rammstein. En moltes ocasions, les lletres són frases que poden interpretar-se de diverses maneres. La cançó Du hast, per exemple, és un joc amb els vots de matrimoni alemany ("Willst du, bis der Tod euch scheidet, treu ihr sein für alle Tage?"). A la cançó, la tradicional resposta afirmativa "ja" és reemplaçada per la negativa "nein". La cançó comença, de fet, amb un joc en les paraules: "Du... Du hast... Du hast mich...", és a dir, "em tens" o "m'odies". (La segona persona del singular ("du") amb els verbs "hassen" (odiar) i "haben" (tenir) són homòfones: hasst i hast /hast/). L'ambigüitat es resol més endavant quan la línia es completa: "Du hast mich gefragt" ("Tu m'has preguntat").
Rammstein habitualment fa servir rimes per a crear efectes similars. Per exemple, al tema "Los":
Es ist hoffnungslos - No hi ha esperances
Sinnlos - No té sentit
Hilflos - Estan desemparats
Sie sind Gott [espai]
Los
Les dues últimes línies poden interpretar-se de tres maneres. "Sie sind Gott. / Los!" pot significar "Ells són Déu. / Vinga!"; "Sie sind Gott los" pot traduir-se com a "Es van desfer de Déu;" mentre que "Sie sind gottlos" vol dir "són impius". "Sie sind" també pot entendre's com a "vostè és" sumant-hi tres interpretacions addicionals.
Rammstein apareix en una de les primeres escenes de la pel·lícula "XXX".
Al concert Live aus Berlin, concretament a la cançó Tier (bèstia), s'hi pot veure la filla de Kruspe: Kira Lee Lindemman. Irònicament la dona de Lindemman va ser nòvia de Richard Z. Kruspe amb anterioritat.

## Xous
Rammstein ha desenvolupat una fama particular a causa dels seus grandiosos espectacles en directe, fent-hi servir tanta pirotècnia que els fans eventualment diuen "Altres bandes toquen però Rammstein crema!".
La calor és tan intensa que, a vegades, la gent surt dels concerts patint cops de calor. La varietat de pirotècnia feta servir s'hi pot veure a un llistat d'un concert recent, la qual inclou ítems com ara "Caretes de Licopodi", "Glitterburst Truss", "Pirostrobus", "Cometes", "Safates de flaix" i "Morters". Alguns dels actes que realitzen a l'escenari inclouen:
- Els membres de la banda usant màscares llançaflames ("Màscares de Licopodi", també conegudes com a "Màscares de Drac") mentre canten o toquen (per exemple al vídeo de "Feuer frei!").

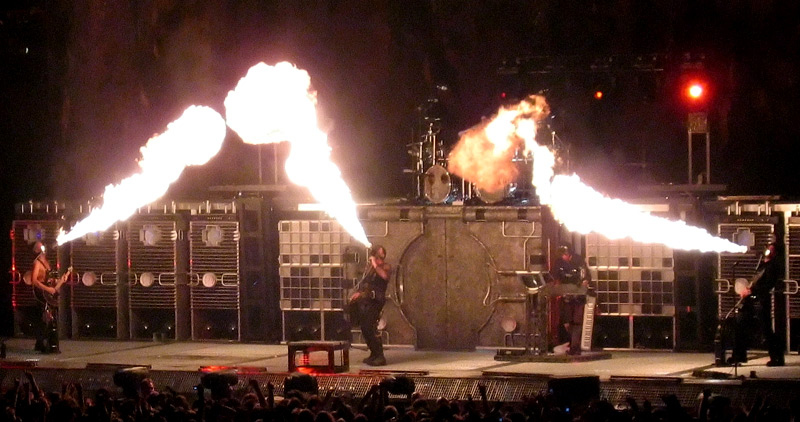
Fotografia d'un concert just quan s'usen les màscares llançaflames

- Till Lindemann cantant una cançó sencera encès en flames (per exemple al vídeo de "Rammstein"); ara empra uns llançaflames enganxats als braços.
- Bateries, baquetes, micròfons i botes explotant.
- "Flake" Lorenz és cuinat per Lindemann a una perola gegant amb un gran llançaflames durant la cançó Mein Teil.
- Focs d'artifici llençats per sobre l'audiència.
- "Flake" Lorenz destruint un teclat al millor estil de Nine Inch Nails i The Who.
- Micròfons, guitarres i teclats en flames.

## Discografia

### Àlbums
| Títol Publicació                      | Posició | Posició | Posició | Posició | Posició | Posició | Posició | Posició | Posició | Posició | Posició | Posició | Posició | Posició | Posició | Posició | Posició | Posició | Posició | Posició | Posició | Posició | Posició | Posició | Posició | Posició | Posició |
| Títol Publicació                      | D       | A       | CH      | NL      | F       | S       | NZ      | USA     | N       | FIN     | PL      | B       | E       | CDN     | DK      | H       | I       | GB      | EST     | IS      | MX      | CZ      | P       | SLO     | AUS     | IRL     | GR      |
| ------------------------------------- | ------- | ------- | ------- | ------- | ------- | ------- | ------- | ------- | ------- | ------- | ------- | ------- | ------- | ------- | ------- | ------- | ------- | ------- | ------- | ------- | ------- | ------- | ------- | ------- | ------- | ------- | ------- |
| Herzeleid 24 setembre 1995            | 6       | 11      | 20      | 72      | 85      | -       | -       | -       | -       | -       | -       | -       | -       | -       | -       | -       | -       | -       | -       | -       | -       | -       | -       | -       | -       | -       | -       |
| Sehnsucht 22 agost 1997               | 1       | 1       | 3       | 40      | 76      | 17      | 23      | 45      | 47      | -       | -       | -       | -       | -       | -       | -       | -       | -       | -       | -       | -       | -       | -       | -       | -       | -       | -       |
| Live aus Berlin 31 agost 1999         | 1       | 2       | 8       | -       | 97      | 42      | 46      | 179     | 29      | 35      | -       | -       | -       | -       | -       | -       | -       | -       | -       | -       | -       | -       | -       | -       | -       | -       | -       |
| Mutter 2 abril 2001                   | 1       | 1       | 1       | 4       | 23      | 2       | 12      | 77      | 12      | 7       | 4       | 7       | 9       | 14      | 22      | 33      | 68      | 86      | -       | -       | -       | -       | -       | -       | -       | -       | -       |
| Reise, Reise 27 setembre 2004         | 1       | 1       | 1       | 2       | 3       | 2       | 17      | 61      | 4       | 1       | 4       | 6       | 4       | -       | 3       | 21      | 35      | 37      | 1       | 1       | 1       | 3       | 4       | 4       | 19      | 54      |         |
| Rosenrot 28 octubre 2005              | 1       | 1       | 2       | 4       | 5       | 2       | 38      | 47      | 4       | 1       | 7       | 3       | 9       | -       | 2       | 18      | 11      | 29      | 1       | 1       | 1       | 3       | <10     | -       | 44      | -       | <10     |
| Völkerball (Live) 17 novembre 2006    | 1       | 3       | 7       | 7       | 54      | 11      | -       | -       | 24      | 14      | 37      | 48      | 22      | -       | 9       | -       | 61      | -       | 1       | -       | -       | 11      | -       | -       | -       | -       | -       |
| Liebe ist für alle da 16 octubre 2009 | -       | -       | -       | -       | -       | -       | -       | -       | -       | -       | -       | -       | -       | -       | -       | -       | -       | -       | -       | -       | -       | -       | -       | -       | -       | -       | -       |
| Rammstein 2019                        |         |         |         |         |         |         |         |         |         |         |         |         |         |         |         |         |         |         |         |         |         |         |         |         |         |         |         |

- Das Modell (1997) (maxi inèdit a àlbums amb la versió de Kraftwerk)
- Herzeleid (1998) (reedició per als EUA) (senzill: Du riechst so gut '98)
- Stripped (1998) (maxi extret de l'àlbum tribut a Depeche Mode, For the Masses; inèdit als àlbums oficials)
- Live aus Berlin (1999) (àlbum/DVD/VHS en directe; senzill: Asche zu Asche)
- Lichtspielhaus (2003) (DVD amb material abundant videogràfic de la banda)
- Völkerball (Octubre 2006) DVD en directe amb imatges del tour Reise, Reise; el concert de juliol del 2005 a Nimes (França) i extractes dels concerts a Londres (Regne Unit), Moscou (Rússia) i Kawasaki (Japó) [Nom i contingut confirmats pel web oficial l'1 de setembre del 2006].

### Remescles
- Korn: Good God (1. Juli 1997) Track 2: Good God (Heart Floor Remix)
- Faith No More: Album Of The Year (Limited Edition) (14. Oktober 1997) Track 15: Last Cup Of Sorrow (Rammstein Mix)
- Rob Zombie: American Made Music To Strip By (26. Oktober 1999) Track 5: Spookshow Baby (Black Leather Cat Suit Mix)
- Slick Idiot: Dicknity (22. Oktober 2002) Track 12: Xcess – (Rammstein Remix)
- Marilyn Manson: mOBSCENE (22. April 2003) Track 3: mOBSCENE (Sauerkraut Remix)

### Inèdits
- Jeder lacht
- Schwarzes Glas
- Feuerräder
- Wilder Wein
- Das Modell
- Kokain
- Stripped
- Wut Will Nicht Sterben
- Halleluja
- Pet Sematary
- Pesnja o trevozhnoy molodosti
- Schtiel (cançó original de l'agrupació ARIA interpretat per Richard i Till)